# Közelebb, közelebb, Uram, hozzád!
A Közelebb, közelebb, Uram, hozzád! (protestánsok által használt fordítás szerint: Hadd menjek, Istenem, mindig feléd!) egy a XIX. századból származó keresztény himnusz, amelyet mind a mai napig énekelnek elsősorban a zarándokok, de egyéb fontosabb alkalmakkor is felcsendül, például esküvőkön, temetéseken.
A dal szövege Mózes első könyve 28,11-12 verseire, Jákob álmára utal: „Egy olyan helyre ért, ahol eltölthette az éjszakát, mikor a nap lement. Fogott egyet az ott levő kövek közül, azt a feje alá tette, és lefeküdt azon a helyen. És álmot látott: Egy létra volt a földre állítva, amelynek teteje az égig ért, és Isten angyalai jártak azon fel és le.”

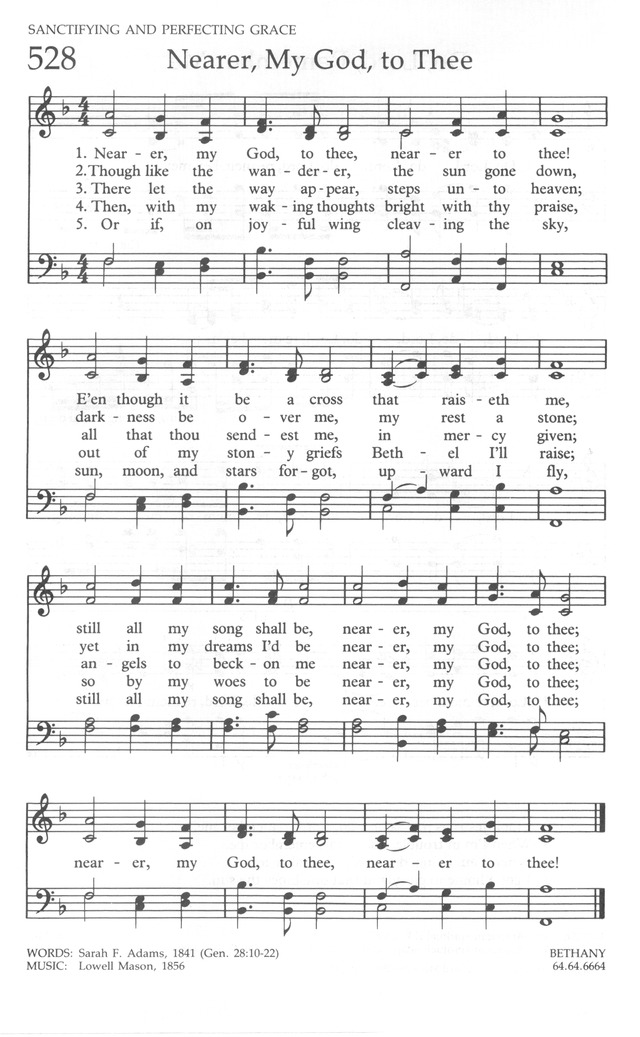
A dal kottája és szövege

## Szöveg és zene
A dalt 1841-ben, essexi otthonában írta Sarah Flower Adams, unitárius felekezetű brit színész és komika. Első ízben Adams nővére, Eliza Flower zenésítette meg, és William Johnson Fox Hymns and Anthems című gyűjteményében jelent meg.
Az Egyesült Királyságban a dalt rendszerint John Bacchus Dykes 1861-ben írt Horbury című himnuszának dallamára éneklik. A világ többi részén leginkább Lowell Mason dallama, az 1856-ban írt Bethany kapcsolódik hozzá. A brit metodisták a Propior Deo című Arthur Sullivan-dalt kedvelik. Sullivan még egy zenét írt a szöveghez St. Edmund címmel. További 19. századi megzenésítések kapcsolódnak N. S. Godfrey, W. H. Longhurst, Herbert Columbine, Frederic N. Löhr, Thomas Adams nevéhez, valamint ismeretes még William Sterndale Bennett és Otto Goldschmidt közös műve. 1955-ben Sir Jack Westrup angol zeneszerző és muzikológus négy énekesre és orgonára komponált egy himnuszt a szöveghez.

## Dalszöveg
| Katolikusok által használt szöveg | Az Evangélikus énekeskönyvben szereplő fordítás |
| --- | --- |
| Közelebb, közelebb, Uram, hozzád! Boldogan ölelem keresztedet át. Édes lesz az nekem, hisz te fogod kezem. Közelebb, közelebb hozzád, Istenem! Ha vándorutamon a nap leszáll, Nyugtot fáradt fejem csak nálad talál. Álmomban rebegem, ó emeld a szívem: Közelebb, közelebb hozzád, Istenem! Lépcsővel álmodom, hozzád vezet, Kegyelmed fölsegít azon engemet. Angyali szózat hív, repes feléd a szív, Közelebb, közelebb hozzád, Istenem! Tövises szűk úton a mennybe fel, Vándorló gyermeked bizton jut majd el. Angyalok szárnyain segíts, segíts nekem. Közelebb, közelebb hozzád, Istenem! Repeső szárnyakon, felhőkön át, A csillagok fölé, fel, Uram, hozzád. Melletted a helyem, ó emeld a szívem. Közelebb, közelebb hozzád, Istenem! Tudom, ha arcodat megláthatom, Végetér majd akkor sok-sok bánatom. Sóhajom végszava e hű ima legyen! Közelebb, közelebb hozzád, Istenem! | Hadd menjek, Istenem, mindig feléd, Fájdalmak útjain mindig feléd! Ó, sok keresztje van, de ez az én utam, Mert hozzád visz, Uram, mindig feléd. Ha este száll reám, s csöndes helyen Álomra hajtanám fáradt fejem: Nem lesz, hol nyughatom, kő lesz a vánkosom, De álomszárnyakon szállok feléd. Szívemtől trónodig – mily szent csoda! – Mennyei grádicsok fényes sora. A szent angyalsereg mind nékem integet. Ó, Uram, hadd megyek én is feléd! Az álom s éj után kél újra fény, Új hittel a követ megáldom én. Templommá szentelem, hogy fájdalmas szívem, Uram, hozzád vigyem, mindig feléd! Csillagvilágokat elhagyva már, Elfáradt lelkem is hazatalál. Hozzád ha eljutok, lábadhoz roskadok, Ott majd megnyughatom örökre én! |

A hatodik versszak nem része az eredeti dalszövegnek, csak később adták hozzá. Magyarországon kívül sehol nem éneklik ezt a bizonyos utolsó versszakot.

## RMS Titanic és SS Valencia
A dal a Titanic óceánjáróhoz annyiban kapcsolódik, hogy néhány túlélő szerint a hajó vonószenekara ezt a himnuszt játszotta a hajó süllyedése közben. Violet Jessop például 1934-ben azt mondta a szerencsétlenségre emlékezve, hogy hallotta, ahogy ezt a himnuszt játsszák; Archibald Gracie ezzel szemben kifejezetten tagadta saját emlékezésében, amelyet közvetlenül a süllyedés után írt, Harold Bride rádiókezelő pedig az Autumn dallamát hallotta, amely feltehetőleg  Archibald Joyce akkoriban népszerű keringőjére, a Songe d'Automne-ra vonatkozik. A Bethany dallamát használták az 1943-ban készült Titanic című filmben és Jean Negulesco 1953-as azonos című filmjében, illetve a Horbury dallamát Roy Ward Baker 1958-as filmjében (A Night to Remember). James Cameron 1997-es Titanic-ja ismét a Bethany dallamát vette elő.
Wallace Hartley, a hajó zenekarának vezetője, aki a zenekar többi tagjával együtt a hajóval együtt elmerült, szerette a dalt, és azt kívánta, hogy ezt játsszák a temetésén. Brit metodistaként valószínűleg a Horbury és a Propior Deo változat ismerős volt számára, de a Bethany nem. Apja metodista karvezetőként több mint harminc éven át a Propior Deo változatot használta templomi szolgálata során. Családja biztos volt abban, hogy Wallace Hartley a Propior Deo dallamát adta volna elő, ezért ennek a kezdő hangjegyei láthatóak síremlékén. Herman Finck, a londoni Palace Theatre zenei igazgatója, aki beszélt a Titanic túlélőivel, később ezt írta: „Vészhelyzet esetén a hajózenekartól azt várják, hogy játsszon az utasok megnyugtatására. Miután a Titanic nekiütközött a jéghegynek a zenekar könnyűzenét kezdett játszani, tánczenét, vidám dalokat - bármit, ami megakadályozhatta a pánik kitörését az utasok között.”
A Közelebb, közelebb, Uram, hozzád!-ot énekelték viszont az 1906-ban elsüllyedt SS Valencia legénysége és utasai. Elképzelhető, hogy ez az esemény a forrása a Titanichoz kapcsolódó legendának.

## Egyéb vonatkozások
- 1901. szeptember 13-án William McKinley elnök halálára emlékezvén a londoni Westminster-apátság épületében és New York város utcáin egyszerre szólalt meg a dal.
- 1917-ben Nagy-Britanniában azonos címmel (Nearer My God to Thee) forgattak le egy némafilmet Cecil M. Hepworth rendezésében.
- Az 1936-ban készült San Francisco című film legutolsó betétdala.
- A Titanic című film egyik betétdala.
- 1996-ban Beryl Bainbridge, angol írónő regényt írt a Titanic tragédiájáról Every man for himself címen, aminek a magyar címe Közelebb hozzád, Istenem lett.

## Fordítás
- Ez a szócikk részben vagy egészben  a   Nearer, My God, to Thee című angol Wikipédia-szócikk fordításán alapul.  Az eredeti cikk szerkesztőit annak laptörténete sorolja fel. Ez a jelzés csupán a megfogalmazás eredetét és a szerzői jogokat jelzi, nem szolgál a cikkben szereplő információk forrásmegjelöléseként.